# زمالة جمعية الرياضيات الصناعية والتطبيقية
زمالة جمعية الرياضيات الصناعية والتطبيقية هي جائزة وزمالة تعترف بالأعضاء البارزين في جمعية الرياضيات الصناعية والتطبيقية.

## الأهداف
الهدف من البرنامج هو: 
- تكريم أعضاء جمعية الرياضيات الصناعية والتطبيقية المعترف بهم من قبل أقرانهم على أنهم مميزون لمساهماتهم في النظام.
- المساعدة في جعل أعضاء جمعية الرياضيات الصناعية والتطبيقية المتميزين أكثر تنافسية للحصول على الجوائز والأوسمة عندما تتم مقارنتهم مع الزملاء من التخصصات الأخرى.
- دعم تقدم أعضاء جمعية الرياضيات الصناعية والتطبيقية إلى المناصب القيادية في مؤسساتهم وفي المجتمع الأوسع.